# Петрункевич, Александра Михайловна
Александра Михайловна Петрункевич (4 апреля 1873 года, Тверь, Российская империя — 6 июня 1965 года, Париж, Франция) — историк-медиевист, педагог, общественный деятель.

## Биография
Родилась в семье Михаила Ильича Петрункевича, в то время старшего врача Тверской губернской земской больницы, впоследствии видного общественного деятеля, депутата Первой Государственной думы. Её дядя, Иван Ильич Петрункевич, — один из лидеров либерального движения в России и основателей конституционно-демократической партии.
Окончила Высшие женские Бестужевские курсы в Санкт-Петербурге, где была ученицей И. М. Гревса, и Фрайбургский университет в Германии. Сферой интересов А. М. Петрункевич было европейское Средневековье. Большое влияние на формирование её научных взглядов оказали труды Н. Д. Фюстель де Куланжа. Преподавала историю в гимназии М. Н. Стоюниной, была доцентом кафедры истории Западной Европы на Бестужевских курсах.
В 1920 году эмигрировала во Францию, жила в Париже. Поддерживала научные контакты с французскими историками, в частности, с известным медиевистом Фердинандом Лотом.
Играла заметную роль в культурной жизни русской эмиграции. С 1925 до конца 1950-х член правления Русской академической группы по Франции, неоднократно выступала с публичными докладами, лекциями. Принимала деятельное участие в организации внешкольного образования русских детей. Член общества «Икона», которое занималось распространением во Франции знаний о древнерусском искусстве. Участвовала в заседаниях Эмигрантского общества против распродажи большевиками ценностей Эрмитажа (1931). Преподавала в Институте по изучению русской культуры XIX столетия при Католическом институте в Париже.
С 1959 жила в Русском доме в Кормей-ан-Паризи (под Парижем). Похоронена на кладбище Сент-Женевьев-де-Буа.

## Семья
Сестра — Анна Михайловна Петрункевич (в 1-м браке Маевская, во 2-м — Поль), выступала под псевдонимом Ян-Рубан — концертная певица (сопрано) и вокальный педагог, играла заметную роль в художественной жизни русской эмиграции во Франции.

## Сочинения
- Маргарита Ангулемская и её время: Исторический очерк из эпохи Возрождения во Франции. СПб., 1899.
- Кола ди Риенцо: Эпизод из истории Рима XIV века. СПб., 1909.
- О Великой Французской революции. Пг., 1917.
- Фюстель де Куланж // Записки Русского научного института в Белграде. Т.5. 1931.